# 汤姆·科顿
托马斯·布萊恩特·科顿（英語：Thomas Bryant Cotton；1977年5月13日—）是一位共和黨籍的美国政治人物，現任阿肯色州聯邦參議員，曾任阿肯色州聯邦眾議員。
2013年8月，卡頓宣布競選美國參議員，挑戰兩任民主黨參議員馬克·普萊爾。他在2014年11月的換屆選舉中以56.5%選票壓倒普萊爾的39.5%選票，以37歲之齡成為當時最年輕的美國參議員。
卡頓為美國政壇中較為關注香港議題的政客之一，其於2019年反送中運動期間提出《香港人权与民主法案》；翌年8月10日亦因美國財政部制裁林鄭月娥等11名損害香港自治的中港官員，與其餘10名支持香港民主運動的美國國會議員及民間人士一同被中華人民共和國外交部反制裁。

## 早年

### 教育
1977年5月13日，湯姆·科頓生於阿肯色州達達尼爾。科頓的父親是阿肯色州衛生局的地區主管，他的母親是一名學校老師，後來成為該地區中學的校長。他在達達尼爾高中就讀，並在當地和地區的籃球隊效力；他身高6英尺5英寸（1.96米），通常被要求擔任中鋒。他於1995年從高中畢業後被哈佛錄取，主修政府政治學。他曾是哈佛學生報紙編輯委員會的成員，常常擔任反對派。他以優異的成績畢業。
哈佛大學畢業後，科頓被克萊蒙研究大學錄取為碩士，他於1999年離開。科頓於2002年畢業於哈佛法學院，獲得法學博士學位。
2002年，從法學院畢業後，他在法律界工作了幾個月以還清學生貸款。

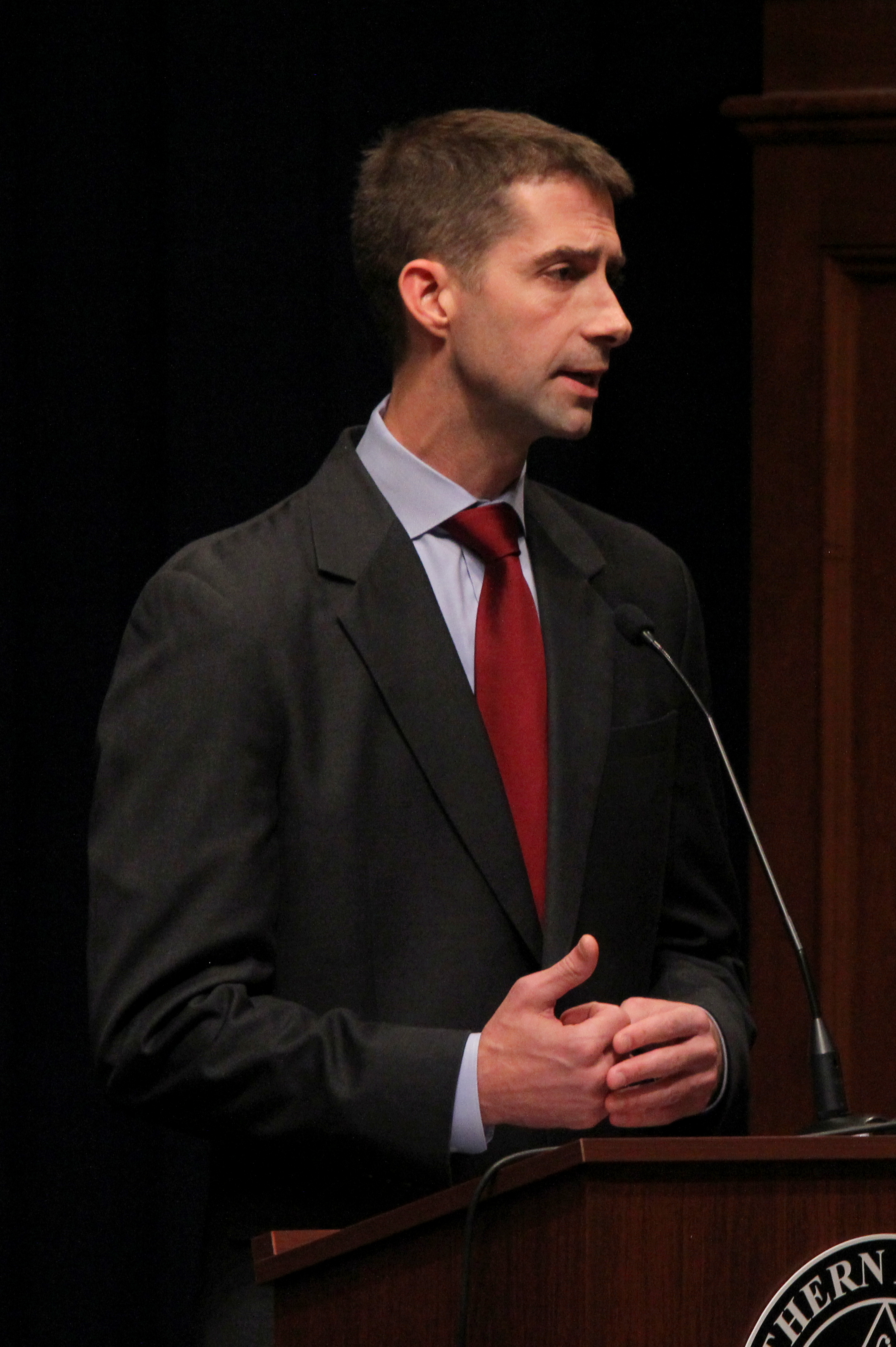

### 服役
2005年1月11日，柯頓自願在美軍服役。在觀看9月11日襲擊事件的現場新聞報導後，科頓決定在法學院三年級加入陸軍步兵，並開始體育鍛煉和研究軍事史。2005年3月，他進入軍官候選學校，並在2005年6月被任命為步兵中尉。
2006年5月，作為第101空降師的排長，柯頓作為伊拉克自由行動的一部分部署到巴格達。在伊拉克，他領導了第506步兵團的一個由41人組成的空中突擊步兵排。2006年12月，科頓升任中尉。
柯頓獲得了銅星勳章和伊拉克參戰獎章。

## 職業生涯

### 美國眾議院（2013-2015）
科頓在2012年5月22日贏得黨內初選，獲共和黨提名參選阿肯色州第4選區。他得到了資深參議員約翰·麥凱恩的背書，以及茶黨與共和黨黨內建制派的共同支持。
科頓被認為是共和黨的後起之秀。政治雜誌將他稱為“最有可能成功的人”。他迅速成為奧巴馬政府外交和國內政策的反對者。
科頓對2013年《农业法案》投了反对票，理由是担心浪费和欺诈。
科頓認為奧巴馬在有關伊朗核計劃的框架協議與戰爭之間做出了錯誤選擇。科頓也因批評某些媒體低估了對伊朗軍事行動的成功率而受到爭議。他指出：“總統試圖讓你認為，隨著我們再次回到中東，將看到伊拉克有15萬重型機械化的地面部隊。事實並非如此。”

#### 委員會
- 美國眾議院金融委員會
  - 美國眾議院金融機構和消費者信貸委員會
  - 美國眾議院金融政策和貿易小組委員會
- 美國眾議院外交事务委員會
  - 美國眾議院中東和北非外交事務小組委員會
  - 美國眾議院恐怖主義，不擴散和貿易問題外交小組委員會

### 美國參議院（2015年至今）
2013年8月6日，科頓正式宣布，他將挑戰民主黨的馬克·普賴爾在美國參議院的席位。科頓得到了保守俱樂部PAC，參議員馬可·盧比奧，以及前總統候選人米特·羅姆尼的支持。
在擔任參議員期間，科頓收到了多次死亡威脅。
2019年10月，現年43歲的詹姆斯·鮑威爾是阿肯色州的居民，在美國國會大廈警察局和聯邦調查局進行調查後，地方當局指控其“一級恐怖分子威脅”。重罪指控最高可判處六年徒刑和10,000美元罰款。
2020年1月，现年78岁的亨利·古德洛因向科頓发送有威胁信和包含白色粉末的包裹而被判处两年缓刑。古德洛承认把一个装有白色粉末的信封邮寄到科顿的办公室，纸条上稱：“你不理我。也许这会引起您的注意。” 参议院的邮件设施截获了这封信，其中包括古德洛的住址，并啟動了應急響應小组，该小组确定粉末是未漂白的面粉和淀粉。

#### 川普政府的潛在角色
科頓曾是美國國防部長的潛在候選人，但是該職務後來由前將領詹姆斯·馬蒂斯擔任。科頓在過渡時期經常與特朗普的工作人員會面，據史蒂夫·班農說，是科頓建議約翰·F·凱利擔任國土安全部部長。
2017年11月，《紐約時報》報導說，科頓是接替中情局局長邁克·蓬佩奧的潛在人選。

## 政策及立場
科顿是典型的共和党人，具有鲜明的保守派政治立场，主张一切以美国利益为优先，外交方面则具有典型的“鹰派”特征。当选议员之初，他是公认的共和党的后起之秀，政治杂志将他称为“最有可能成功的人”。
他反对奥巴马执政时期的政府外交和国内政策：如2013年《农业法案》、对伊朗政策。在川普执政时期，他赞成对俄罗斯、伊朗、北朝鲜实行制裁的《美国敌对国家制裁法案》；发起了两党合作的《以色列反抵制法案》；曾对川普撤出驻叙利亚美军的举动表示担忧；支持美国退出《开放天空协议》。在对中国政策方面，科顿近年来提出了一系列法案，主要包括《打击中国政府和共产党政治影响行动法》、《南海和东海制裁法案》、《捍卫美国5G未来法案》，并主张针对目前冠状病毒在美大规模传播的现状向中共问责。

### 內政
在对美国内部问题的处理上，科顿表现出非常强硬的立场和态度，他认为对国内出现的各种问题应该采取积极、强硬的措施，而不是任由其发展最终使事情变得更糟。

#### 醫療保健
科顿反对《平价医疗法案》，他在2012年说："第一步是废除那部法律，它对一个自由的社会和自由的人民是一种冒犯。"2014年4月，科顿和其他37位共和党议员签署了一份《法庭之友》文书，支持参议员羅恩·詹森对美国人事管理办公室的《平价医疗法案》裁决提出的法律挑战。
科顿是起草参议院版《2017年美国医疗保健法案》（AHCA）的13名共和党参议员之一。

#### 移民
科顿反对大赦或为无证移民提供入籍之路。
2013年7月，参议院两党 "八人帮 "通过移民改革提案《2013年边境安全、经济机会和移民现代化法案》后，众议院共和党人召开闭门会议，决定是否将该法案付诸表决。
预算委员会主席保羅·萊恩在一个讲台上发言，论证该法案的通过. 科顿在另一个讲台上发言，反对该法案，甚至与议长博纳之间发生了言辞激烈的争辩。科顿指出，在移民问题上采取更强硬的立场，其结果与2008年約翰·麥凱恩相比，2012年米特·羅姆尼在西语裔中的选举支持率几乎没有减少。众议院决定不考虑该法案。科顿支持特朗普总统2017年的《第13769号行政命令》，该命令禁止来自7个以穆斯林为主的国家的移民。
2017年2月7日，在特朗普总统的见证下，科顿和参议员大衛·珀杜联合提出了一项名为 "RAISE法案 "的新移民法案，该法案将限制家族路线或链式移民。该法案将把能提供难民居住条件的人数限制在每年5万人，并将取消多样性移民签证。参议员林賽·格雷厄姆和約翰·麥凱恩都对该法案表示反对。
科顿是总统唐纳德·特朗普在移民问题上的支持者，2018年1月11日，特朗普出席了一次会议，据称在这次会议上，特朗普将海地和非洲国家描述为 "shithole国家"。科顿和珀杜在一份联合声明中说，"我们不记得总统具体说过这些话"。在一份声明中，白宫没有否认总统发表了这一评论，尽管特朗普在第二天的推特中否认了这一评论。"华盛顿邮报 "报道说，科顿和珀杜告诉白宫，他们听到的是 "shithouse"，而不是 "shithole"。科顿参议员在CBS的《面对全国》采访中重申："我当然没有听到德宾参议员反复说的话。不过，德宾参议员有歪曲白宫会议上发生的事情的历史，所以也许我们不应该对此感到惊讶。"Slate杂志断言，科顿指的是迪克·德賓对2013年在奥巴马白宫举行的一次聚会的错误引述，当时德宾并没有出席，也没有声称自己在场。德宾并不是会议上唯一确认特朗普话语的人--另一位是林賽·格雷厄姆。
2018年12月，科顿对《H.R.7164》进行了参议院搁置---将爱尔兰加入《E-3非移民签证项目的法案》。该法案并没有设立新的非移民签证，而是允许爱尔兰大学毕业生在澳大利亚人每年10,500个签证上限内，申请任何多余的E-3专业职业签证，这些签证已经被澳大利亚人闲置了 。该两党法案已于2018年11月28日在众议院通过，也得到了特朗普政府的支持，但由于参议员科顿的牵制，该法案没有进入参议院审议。
科顿的移民立场导致他在华盛顿特区的办公室发生了抗议活动。2018年1月，5名示威者因阻挠科顿的办公室而被捕，当时他们正在抗议科顿关于 "儿童抵美者暂缓行动 "的立场。他们在支付50美元的罚款后被释放。
针对科顿办公室所说的骚扰，"......自由主义活动家团体Ozark Indivisible "的成员收到了 "停止和终止 "的信件。该组织的一名成员承认在与科顿的工作人员谈话时使用了 "一两个f弹"。据称，另一位收信人称".科顿的一位19岁的实习生为 "c-t"。
2019年2月，科顿和其他十五名参议员一起投票反对“立法防止政府部分停摆”的法案。该法案还为改善美墨边境安全提供了13.75亿美元的资金，这一数额远低于特朗普政府要求的57亿美元。
2019年6月，在美国总统特朗普宣布将一项涉及驱逐约2,000个移民家庭的计划推迟两周，以试图让国会有机会开展移民改革工作后，科顿表示支持特朗普的计划，并质疑如果美国无法 "驱逐由移民法官裁定的最终合法驱逐令的非法移民"，那么美国可以驱逐谁[108]。

#### 學生貸款
2013年8月，科顿对2013年《两党学生贷款确定性法案》投了反对票，该法案将学生贷款利率设定为10年期国库券加上对本科生和研究生的不同加价。科顿更倾向于一种解决方案，结束他所描述的"......联邦政府对学生贷款业务的垄断"。他的定性指的是《患者保护和平价医疗法》中改变联邦政府发放学生贷款方式的条款。

#### 基礎設施
2019年2月，作为11名参议员中的一员，科顿签署了一封致能源部长里克·佩里和国土安全部部长基尔斯琴·尼尔森一封信，敦促他们 "与所有联邦、州和地方监管机构以及全国数百家独立电力生产商和电力分销商合作，以确保我们的系统受到保护"，并申明他们 "准备好并愿意提供你们所需的任何援助，以确保我们关键电力基础设施的安全"。

#### 最低工資
科顿在竞选期间没有就最低工资问题表态，2014年9月，科顿表示将以公民身份投票支持 "阿肯色州最低工资倡议"，2014年11月的公投将阿肯色州的最低工资从每小时6.25美元提高到2017年的每小时8.5美元。科顿受到批评，因为直到舆论压倒性地支持他，他才在这个问题上公开表态。

#### 社會問題
2013年6月，科顿投票支持《可承受疼痛的未出生儿童保护法》，这是一项禁止受精后20周或更长时间内发生的堕胎的法案，科顿曾表示："我认为罗伊诉韦德案和计划生育诉凯西案的判决是错误的。"他是2013年提出的《第十章堕胎提供者禁止法案》版本的183个共同提案人之一。
科顿曾表示："我反对破坏人类胚胎来进行干细胞研究和一切形式的人类克隆。" 2012年，科顿说："强大的家庭也有赖于强大的婚姻，我支持将婚姻理解为一男一女结合的传统，我也支持《捍卫婚姻法》。" 2013年，科顿投票反对重新授权《暴力侵害妇女法》，称该法中的联邦权力过于宽泛。他的网站在投票时称，"暴力侵害妇女是不可接受的"。
2013年9月，科顿是《婚姻和宗教自由法》的103个共同提案人之一。 2015年10月，科顿是《细蓝线法》的24个共同提案人之一，该法案是一项联邦法案，将对杀害警察的案件判处死刑。
在2017年 "团结右翼 "集会暴力事件发生后，科顿发表声明谴责白人至上主义。
2019年4月，科顿将“南方贫困法律中心 ”描述为一个 "政治仇恨组织"，并要求国税局检查SPLC是否应该保留其免税地位。
2019年7月，科顿与帕特·图米和托德·揚一起提出了《政府救助预防法案》，该法案将禁止联邦政府的任何部门，包括联邦储备系统和财政部，在州或地方政府实体申请破产、债务违约或面临破产或违约风险时，支付或担保州和地方债务。科顿说，该法案 "将确保美国纳税人不会为少数不负责任的政客的消费狂欢埋单"。

#### 刑事司法改革
科顿为《哈佛学生报》撰写的关于美国种族关系的专栏引起了人们的关注，他称杰西·杰克逊和阿爾·夏普頓是 "煽动种族的骗子"，并称"如果我们在公共生活中不再强调种族，种族关系几乎肯定会得到改善"。
科顿拒绝接受 "美国刑事司法系统中存在系统性的种族主义  "这一说法。2016年，科顿说，美国存在 "监禁不足的问题"，而不是过度监禁的问题。科顿说，对重刑犯减刑会破坏美国的稳定，认为 "我在巴格达看到了这一点。我们在阿富汗又看到了"。
2018年11月，科顿在反对两党刑事司法改革法案时，错误地表示没有就该法案举行过听证会。“政治真相”(PolitiFact)指出，科顿 "忽视了多年来国会对该法案一般议题的辩论和听证会，以及众议院委员会、全院和参议院司法委员会对基本类似法案的审议和两党通过的情况。" 在反对《刑满释放人员重回社会转型安全过渡个人法案》(FIRST STEP Act) 时，科顿声称 "犯有某些涉性犯罪的罪犯可以累积学分，使他们有资格获得监督释放或'预释放'到惩教署"。麥克·李的发言人反驳说："仅仅因为联邦犯罪不在不合格犯罪的具体名单上，并不意味着犯了非特定罪行的囚犯就能获得提前释放。" 该法案于2018年12月18日以87比12通过，科顿投了反对票。
2020年6月，在对乔治·弗洛伊德之死的抗议声中，科顿在推特上主张用军队来支持警察，并主张 "不给叛乱分子、无政府主义者、骚乱者和抢劫者任何机会"。在军事上，"不留情面 "一词指的是杀害合法投降的战斗人员，按《日内瓦公约》规定, 这是战争罪。随后，科顿表示他使用的是 "口语化 "版本，并列举了民主党人和主流媒体也使用该词的例子。科顿后来为《纽约时报》撰写了一篇题为 "派遣军队"的评论文章，他主张部署联邦军队在美国各大城市打击抢劫和暴乱。数十名《纽约时报》的工作人员尖锐地批评了发表科顿文章的决定，称其言论是危险的。在工作人员哗然之后，《纽约时报》回应称，这篇稿子经历了一个 "仓促的编辑过程"，现在将对其进行审查。

### 外交
科顿的外交政策观点一直带有“鹰派”的特征。
2015年2月，在参议院军事委员会的一次听证会上，科顿呼吁不要关掉关塔那摩湾，而应该把更多的囚犯关在那里。他在谈到集中营的囚犯时说："他们每个人都会在地狱里腐烂，但只要他们不这样做，他们就可以在关塔那摩湾里腐烂。
2016年9月，科顿作为三十四名参议院中的一员共同签署了一封致美国国务卿约翰·克里的信，信中主张美国采取各种可能的手段，劝阻俄国从位于哈马丹附近的伊朗空军基地对叙利亚继续空袭，并说明这些空袭显然不符合我们美国的利益, 而且表示因空袭行为违反了"具有法律约束力的安理会决议"，美国应该明确对伊朗强制执行这一决议。
2017年7月，科顿投票赞成包括对俄罗斯、伊朗和北朝鲜实行制裁的《美国敌对国家制裁法案》 。
2017年7月，科顿联署发起了两党合作的《以色列反抵制法案》（S.270），该法案修改了现有的联邦法律，将外国主导的抵制美国盟友的行为定为刑事犯罪，明确禁止支持对以色列实施抵制的外国政府和组织。该提案引起了争议，因为一些人将该法律解释为对公民个人活动的限制，并可能侵犯宪法权利。另一些人则认为，这是对现行1979年《出口管理法》的澄清，是对2016年《联合国人权理事会决议》的回应，该决议呼吁公司企业重新评估可能影响巴勒斯坦人权的商业活动。
2018 年12月，在川普总统宣布撤出驻扎在叙利亚的美军之后，科顿和其他五位参议员一起共同签署了一封信，表达了对这一举动的担忧，他们认为 "在这个时候采取这样的行动是一个为时过早、代价高昂 的错误，这不仅威胁到美国的安全与保障，也 让伊斯兰极端组织、巴沙尔-阿萨德、伊朗和俄罗斯更加肆无忌惮"。2019 年1月，科顿和其他十位共和党参议员以投票方式推动立法，旨在阻止川普总统取消对三家俄罗斯公司制裁的意图。
据报道，2019年8月科顿曾向川普和丹麦大使建议，美国应该购买格陵兰。科顿支持美国退出《开放天空协议》，该协议允许各国使用特种飞机以监控对方的军事活动。2018年，科顿宣称，该协议已经过时，它有利于俄罗斯的利益。

#### 俄國
2018年1月13日，科顿在接受保守派评论员休·休伊特的电台节目采访时表示，他预期俄罗斯官员就前俄罗斯间谍谢尔盖 -斯克里帕尔在英国本土被毒害一事会 "撒谎和否认" 。在英国首相特雷莎·梅要求俄罗斯在24小时内做出对毒药事件作 出回应后，科顿说：“我猜测回应将是典型的俄罗斯回应，他们将会撒谎和抵赖”。科顿接着建议英美可以针对俄罗斯的指控行为实施报复性措施，包括重新制裁石油业。

#### 中國
2018年，科顿是《打击中国政府和共产党政治影响行动法》的共同发起人，该法案由馬可·魯比奧和凱瑟琳·科爾特斯·馬斯托提出，会授权美国国务卿和国家情报局局长成立一个机构间特别工作组，目的是审查中国试图影响美国和主要盟友的行为。
2018年8月，科顿和其他16名议员敦促川普政府，根据《全球马格尼茨基法案》，对在中国西部新疆地区，针对维吾尔族侵犯人权的中国官员实施制裁。他们在两党的信中写道。"在 "政治再教育 "中心或集中营中，拘留多达100万或更多的维吾尔族和其他主要是穆斯林的少数民族，这需要采取一个强硬的、有针对性的全球对策。
2017年2月，科顿作为参议院共和党人之一，签署了一封致众议院议长南希·佩洛西的信，要求佩洛西邀请台湾总统蔡英文在國會聯席會議上发言。这一要求是在中美关系紧张加剧的情况下提出的，如果佩洛西答应并实施这一要求，被认为会激怒中国领导人。
2019年5月，当被问及关税对阿肯色州农民的影响时，科顿承认，"美国人将会做出一些牺牲，我承认这一点，但我也想说，与我们的士兵在海外做出的牺牲相比，这种牺牲是相当小的，这些牺牲是安葬在阿灵顿的阵亡英雄做出的"，为了让美国抵御中国在全球范围内取代美国的企图，农民愿意做出牺牲。
2019年5月，科顿是《南海和东海制裁法案》的共同提案人，该法案由馬可·盧比奧和班·卡定等跨黨派議員共同提出，旨在扰乱中国巩固或扩大其对南海争议地区的海空两用管辖权的主张。
2019年7月，科顿和民主党人克里斯·范荷倫是《捍卫美国5G未来法案》的主要提案人，该法案将防止华为在没有国会法案的情况下被从商务部的 "实体名单 "中删除，并授权国会阻止美国公司与华为开展业务的行政豁免。该法案还将川普总统在2018年5月的行政命令编纂成法典，授权他的政府阻止被视为对国家安全构成威胁的外国科技公司在美国开展业务。
2020年4月，科顿表示，在美国的中国学生应该被限制在学习人文科学的范围内，而不允许获得与科学相关的学位。在接受福克斯新闻采访时，科顿说："对我来说，这是一个丑闻，我们已经培养了那么多中国共产党最优秀的人才。
冠状病毒
科顿是第一个就冠状病毒警告川普政府的国会议员。1月28日，由于病毒威胁的发展，他敦促川普政府停止从中国飞往美国的商业航班。
在2020年2月17日的福克斯新闻采访中，科顿说，冠状病毒可能始于中国武汉的一个 "生物安全四级超级实验室"，即P4 实验室。"现在我们没有证据表明这种疾病起源于那里，" 科顿说，但是因为中国从一开始就有两面派和不诚实的行为，我们至少需要问一个问题 。在采访结束后的几天里，科顿被批评为宣扬病毒的 "阴谋论"。
科顿表示，他将对中国的所作所为进行 "问责"。在2020年4月22日的《华尔街日报》专栏中，科顿写道，1月24日出版的《柳叶刀》报道称，中国研究人员证实，被许多人认为是疫情源头的武汉 "海鲜市场 " ，"首批已知病例与其没有接触"。科顿说，没有证据表明市场上出售的蝙蝠或穿山甲，据信是病毒跳到人类身上的动物，但WIV和武汉市疾病预防控制中心却都位于“海鲜市场”附近，而且也是在利用蝙蝠进行病毒研究的机构。“这个证据肯定是间接的，但它都指向武汉实验室。由于中国人的掩盖，我们可能永远不会有直接、确凿的证据--情报很少有这样的，但美国人可以理直气壮地利用常识，按照事件的内在逻辑得出可能的结论”。

#### 伊朗
2013年，克顿提出一项法规，禁止美国同受到制裁的伊朗人的亲属有贸易往来。根据克顿的说法，这些亲属将包括 “配偶和他们的任何三亲六戚"，例如，"父母、子女、姑姑姨妈、叔叔舅舅、侄子外甥、侄女外甥女、祖父母、曾祖父母、孙子、曾孙子"。"在科克顿的修正案受到关于其合宪性的严厉批评后，他撤回了该修正案。
2015年3月，克顿执笔写了一封信，在参议院54名共和党人中的47人签署之后，他把信寄给了伊朗伊斯兰共和国领导人，信中对奥巴马政府与伊朗进行核扩散谈判的权力提出了质疑。他们宣称，下一任总统 "轻轻一挥笔 "就可以拒绝这项谈判。《外交政策》称，这封公开信既有英文版本，也有翻译得很差，“读起来就像一个中学生写的” 波斯语版本。几个小时内，评论员认为，克顿编写的这封信违反了《洛根法》。还有人质疑，这封信是否反映了对美国宪法条约条款的解释存在缺陷。
美国总统奥巴马对这封信进行了嘲讽，称这是与伊斯兰革命卫队的 "不寻常联盟"，也是对当时正在进行的伊朗核计划全面协议谈判的干涉。此外，奥巴马还说："我为他们感到尴尬，他们给阿亚图拉 -- -- 伊朗最高领袖，他们声称是我们的死敌 的人-- -- 写了一封信，而他们的基本论点是：不要和我们的总统打交道，'因为你不能相信他能贯彻协议......。这几乎是史无前例的"。
伊朗外交部长贾瓦德·扎里夫对这封信作出了回应，他说："[参议员们]的信实际上破坏了美国与其他各国政府已经或将要达成的数千项此类单纯的行政协议的可信度"。扎里夫指出，核协议不应该是伊朗与美国的协议，而是国际协议，他说："政府的更迭丝毫不能免除下届政府在可能达成的有关伊朗和平核计划的协议中所承担的国际义务"。他还说："我想提醒作者，如果下届政府像他们吹嘘的那样，一挥笔就撤销了任何协议，那简直就是公然违反了国际法。"
在有人批评这封信破坏了总统的努力时，科顿为这封信进行了辩护，"我们将这一信息直接传达给伊朗是如此重要...，一点也不后悔......他们已经控制了德黑兰，越来越多地控制了大马士革、贝鲁特和巴格达，现在也控制了萨那。"在接受MSNBC采访时，他继续为自己的行为辩护，他说："伊朗除了强硬派，什么都没有。他们杀害美国人已经35年了，他们在伊拉克杀了数百名军人。现在他们控制了中东的五个首都。德黑兰只有强硬派，如果他们在没有核武器的情况下做了所有这些事情，想象一下有了核武器他们会做什么"。
由于反对伊朗核协议和对伊朗的鹰派立场，克顿得到了亲以色列团体大量的资金支持。几位亲以色列的共和党亿万富翁向威廉·克里斯托尔的以色列紧急委员会捐助了数百万美元，他们花费96万美元支持克顿。
2018年7月，克顿提出了《伊朗人质劫持责任法案》，该法案要求总统编制一份 "明知故犯地或共谋...出于政治动机对美国人进行骚扰、虐待、勒索、逮捕、审判、定罪、判刑或监禁 "的伊朗人名单，并让名单上的人面临制裁，同时让总统能够对他们的家人进行制裁，禁止他们进入美国。克顿表示，自1981年以来，伊朗并没有发生太大的变化，呼吁美国人避开伊朗及其边境，因为 "该地区有许多友好国家，你可以去那里访问，在那里你会更安全"。
2019年5月，克顿表示，如果与伊朗发生战争，美国可以在 "两次打击中轻松获胜，第一击和最后一击。" 他说，如果伊朗有任何挑衅，美国会有 "愤怒的回应 "。

## 獲獎與榮譽

### 军事奖章
科顿的军功奖项和勋章包括：
| 战斗步兵徽章              |
| 美国陆军空降兵基本徽章    |
| 空中突击徽章              |
| 游侠标签                  |
| 第101空降师战斗勤务识别章 |
| 第506步兵团独特徽章       |

| 铜星勋章                             |
| 青铜橡树叶簇陆军嘉奖奖章(带橡树叶簇) |
| 陆军成就奖章                         |
| 空军成就勋章                         |
| 国防服役勋章                         |
| 阿富汗战役铜星勋章（含两颗战役星）   |
| 伊拉克战役铜星奖章（含战役星）       |
| 全球反恐战争服役勋章                 |
| 陆军服役绶带                         |
| 海外服役绶带                         |
| 北约勋章                             |

## 選舉紀錄
| 2012年阿肯色州第四国会选区共和党初选 |                |        |        |    |
| 政党                                 | 候选人         | 得票率 | %      | +% |
| 共和党人                             | 汤姆·科顿      | 20,899 | 57.55% |    |
| 共和党人                             | 贝丝·安妮·兰金 | 13,460 | 37.07% |    |
| 共和党人                             | 约翰·考特      | 1,953  | 5.38%  |    |

| 2012年阿肯色州第四国会选区选举 |               |         |        |    |
| 政党                           | 候选人        | 得票率  | %      | +% |
| 共和党人                       | 汤姆·科顿     | 154,149 | 59.53% |    |
| 民主党人                       | 基恩·杰夫斯   | 95,013  | 36.69% |    |
| 自由党人                       | 鲍比·图利斯   | 4,984   | 1.92%  |    |
| 绿党                           | 约书亚·德雷克 | 4,807   | 1.86%  |    |

| 2014年阿肯色州美国参议院选举 |               |         |        |    |
| 政党                         | 候选人        | 得票率  | %      | +% |
| 共和党人                     | 汤姆·科顿     | 478,819 | 56.50% |    |
| 民主党人                     | 马克·普赖尔*  | 334,174 | 39.43% |    |
| 自由党人                     | 内森·拉弗朗斯 | 17,210  | 2.03%  |    |
| 绿党                         | 马克·斯瓦尼   | 16,797  | 1.98%  |    |
| 书面票数                     | 书面票数      | 505     | 0.06%  |    |

## 個人生活
- 2014年科顿与律师安娜·佩克汉姆（Anna Peckham）结婚。他们有两个孩子，[35]第一个孩子是男孩，出生于2015年4月27日。[36][37]
- 科顿是卫理公会的成员。
- 科顿曾说，沃尔特·拉塞尔·米德（Walter Russell Mead），罗伯特·D·卡普兰（Robert D. Kaplan），亨利·基辛格（Henry Kissinger），丹尼尔·席尔瓦（Daniel Silva），C. J. Box [38]和杰森·马修斯（Jason Matthews）都是他最喜欢的作家。[39]

## 外部連結
- 湯姆·卡頓 （页面存档备份，存于）參議院官方網站
- 中的“Tom Cotton”
- C-SPAN內的頁面（英文）
- Background and collected news at The Washington Post
- 美國國會國家人物傳記大辭典中的傳記
- 由華盛頓郵報維護的投票記錄
- 智慧投票计划中的傳記、投票紀錄及利益集團評級
- Congressional profile at GovTrack
- Congressional profile at OpenCongress
- Issue positions and quotes at On the Issues
- Financial information at OpenSecrets.org
- 聯邦選舉委員會中的競選財務報告和數據
- Appearances on C-SPAN programs
- 網路電影資料庫上的亮相頁面
- Profile at Ballotpedia
- Tom Cotton的X（前Twitter）

| 美国众议院                            | 美国众议院                                              | 美国众议院               |
| ------------------------------------- | ------------------------------------------------------- | ------------------------ |
| 前任者： 麥克·羅斯                    | 阿肯色州第四國會選區 眾議院議員 2013年－2015年          | 繼任者： 布魯斯·韋斯特曼 |
| 政党职务                              |                                                         |                          |
| 空缺上一位持有相同頭銜者：蒂姆·哈欽森 | 美國參議員阿肯色州共和黨提名人 （第2類） 2014年、2020年 | 最新的                   |
| 美国参议院                            |                                                         |                          |
| 前任者： 馬克·普萊爾                  | 阿肯色州第2類參議員 2015年－ 與约翰·博兹曼同時在任      | 現任                     |
| 榮銜                                  |                                                         |                          |
| 前任者： 克里斯·墨菲                  | 參議院嬰兒 2015年－2019年                               | 繼任者： 约什·霍利       |
| 美國排位名單                          |                                                         |                          |
| 前任者： 詹姆斯·蘭克福德              | 美國參議員資歷 第60位                                   | 繼任者： 史蒂夫·戴恩斯   |